# Logania staudingeri
Logania staudingeri är en fjärilsart som beskrevs av Druce 1895. Logania staudingeri ingår i släktet Logania och familjen juvelvingar. Inga underarter finns listade i Catalogue of Life.